# قرار مجلس الأمن التابع للأمم المتحدة رقم 57
 قرار مجلس الأمن الدولي رقم 57 صدر هذا القرار بتاريخ 18 سبتمبر 1948 أعرب فيه مجلس الأمن عن الصدمة العنيفة لاغتيال وسيط الأمم المتحدة في فلسطين الكونت فولك برنادوت وتنتيجة عمل جبان اقترفته جماعة مجرمة من الإرهابيين في القدس.